# Велика награда Русије 2021.
Велика награда Русије 2021 (званично позната као Формула 1 ВТБ Велика награда Русије 2021) била је трка Формуле 1, одржана 26. септембра 2021. године на Аутодрому Сочи. Било је то 15. трка Светског првенства у Формули 1 2021. Била је то десета трка Велике награде Русије, а осма одржана у Сочију. Победио је Луис Хамилтон из Мерцедеса, који је однео 100. победу у Формули 1 и шампионско вођство над Максом Верстапеном.

## Позадина
Догађај, одржан током викенда од 24. до 26. септембра, на аутодрому у Сочију, била је петнаеста трка светског првенства 2021. године. Трка се одржава две недеље након Велике награде Италије и две недеље пре Велике награде Турске. Ово је била домаћа трка Никити Мазепину.
Правила везана за почетак тренинга за догађај су разјашњена након контроверзе на догађају 2020. када је Луис Хамилтон кажњен са две казне од по пет секунди за излазак у два тренинга ван одређеног подручја. У белешкама директора трке наводи се да када започне тренинг, аутомобили морају да се поређају и излазе редоследом којим стижу, осим ако неки други аутомобил претерано не касни.

### Поредак у шампионату пре трке
Улазећи у трку, Макс Верстапен води у Првенству возача са 226,5 бодова, пет бодова испред Луиса Хамилтона. Валтери Ботас је трећи, са 141 бодом, девет бодова испред Ланда Нориса на четвртом месту. Серхио Перез остаје пети са 118 бодова. У конструкторском шампионату Мерцедес води са 362,5 бодова, 18 испред Ред була на другом месту. Макларен је трећи са 215 бодова, 13,5 бодова испред Ферарија на четвртом месту. Алпин је пети са 95 бодова.

### Улазници
Возачи и тимови били су исти као и листа за пријаву у сезону без додатних резервних возача за трку. Кими Рејкенен се вратио на овај догађај, пошто је пропустио претходне две трке, због позитивног теста на коронавирус.
Главни спонзор Ферарија, ''Mission Winnow'', вратио се на ову трку. Назив и лого спонзора користио је Ферари на ВН Бахреина, Емилије Ромање, Португала, Шпаније, Монака и Азербејџана, али из правних разлога нису коришћени ни у једној трци од Велике награде Француске до Велике награде Италије.

### Избор гума
Једини добављач пнеуматика Пирели доделио је смеше гума Ц3, Ц4 и Ц5 које ће се користити у трци.

### Казне
На претходној трци у Италији, Макс Верстапен и Луис Хамилтон су ступили у контакт, и обојица су се повукли из трке. Судије су истражили инцидент и одлучили да је Верштапен претежно крив, и досудили му казну од три места за овај догађај.

## Тренинзи
Први тренинг је почео у 11.30 по МСТ, 24. септембра 2021. године, и завршио се без већих инцидената. Ландо Норис се окренуо и окрзнуо зид у свом крилу, али је успео да се врати у бокс. Први је завршио Валтери Ботас, а други његов сувозач из Мерцедеса, Луис Хамилтон. Макс Верстапен из Ред була био је трећи.
Слободан тренинг 2 почео је истог дана у 15:00 по МСТ. Завршило се са само једним прекидом. Антонио Ђовинаци се окренуо и ударио у зид, окончавши сесију и изазвавши црвену заставу. На крају сесије, Пјер Гасли је прегазио ивичњак и поломио предње крило. Није била потребна црвена заставица јер је то био крај тренинга. Ботас и Хамилтон су завршили први и други, док је Гасли из Алфа Таурија био трећи.
Планирано је да слободни тренинг 3 почне у 12:00 МСТ, 25. септембра 2021. године, али је отказан због неповољних временских услова.

## Квалификације
Квалификације су почеле у 15:00 МСТ, 25. септембра 2021. Ландо Норис је први пут у каријери у Формули 1 стартовао на полу, поставивши најбрже време са гумама за променљиве услове. Резултат је био Макларенов први пол од Луиса Хамилтона на Великој награди Бразила 2012. године, а Норис је постао 102. возач у историји светског шампионата који је постигао пол позицију. Карлос Саинц из Ферарија квалификовао се на друго место, а Џорџ Расел се пласирао на 3. место за Вилијамс, своју другу топ 3 стартну позицију у сезони, пошто се претходно квалификовао на 2. место за Велику награду Белгије. Хамилтон, који је био на врху прва два дела квалификација, почео је четврти, ударивши се у зид на улазу у пит лане при преласку са средње мокрих гума на суве. Његовом аутомобилу су биле потребне поправке предњег крила, а он није могао да постави довољну температуру у своје гуме због недостатка пријањања по клизавим гумама. Ово је такође померило његовог сувозача Валтерија Ботаса, који се квалификовао на 7. место. Други Макларен Данијела Рикарда пласирао се на 5. место. Шарл Леклер и Николас Латифи нису поставили пролазна времена у другом делу квалификација због казни мотора које су довеле до задњег дела на старту без обзира на резултат. Лидер шампионата Макс Верстапен из истог разлога није поставио време.

### Квалификациона класификација
| Поз. | Бр. | Возач            | Конструктор  | Квалификациона времена | Квалификациона времена | Квалификациона времена | Стартна позиција |
| Поз. | Бр. | Возач            | Конструктор  | К1                     | К2                     | К3                     | Стартна позиција |
| ---- | --- | ---------------- | ------------ | ---------------------- | ---------------------- | ---------------------- | ---------------- |
| 1    | 4   | Ландо Норис      | Макларен     | 1:47.238               | 1:45.827               | 1:41.993               | 1                |
| 2    | 55  | Карлос Саинз     | Ферари       | 1:47.924               | 1:46.521               | 1:42.510               | 2                |
| 3    | 63  | Џорџ Расел       | Вилијамс     | 1:48.303               | 1:46.435               | 1:42.983               | 3                |
| 4    | 44  | Луис Хамилтон    | Мерцедес     | 1:45.992               | 1:45.129               | 1:44.050               | 4                |
| 5    | 3   | Данијел Рикардо  | Макларен     | 1:48.345               | 1:46.361               | 1:44.156               | 5                |
| 6    | 14  | Фернандо Алонсо  | Алпин        | 1:47.877               | 1:45.514               | 1:44.204               | 6                |
| 7    | 77  | Валтери Ботас    | Мерцедес     | 1:46.396               | 1:45.306               | 1:44.710               | 161              |
| 8    | 18  | Ланс Строл       | Астон Мартин | 1:48.322               | 1:46.360               | 1:44.956               | 7                |
| 9    | 11  | Серхио Перес     | Ред бул      | 1:46.455               | 1:45.834               | 1:45.337               | 8                |
| 10   | 31  | Естебан Окон     | Алпин        | 1:48.099               | 1:46.070               | 1:45.865               | 9                |
| 11   | 5   | Себастијан Фетел | Астон Мартин | 1:47.205               | 1:46.573               | N/A                    | 10               |
| 12   | 10  | Пјер Гасли       | Алфа Таури   | 1:47.828               | 1:46.641               | N/A                    | 11               |
| 13   | 22  | Јуки Цунода      | Алфа Таури   | 1:48.854               | 1:46.751               | N/A                    | 12               |
| 14   | 6   | Николас Латифи   | Вилијамс     | 1:48.252               | N/A                    | N/A                    | 182              |
| 15   | 16  | Шарл Леклер      | Ферари       | 1:48.470               | N/A                    | N/A                    | 193              |
| 16   | 7   | Кими Рејкенен    | Алфа Ромео   | 1:49.586               | N/A                    | N/A                    | 13               |
| 17   | 47  | Мик Шумахер      | Хас          | 1:49.830               | N/A                    | N/A                    | 14               |
| 18   | 99  | Антонио Ђовинаци | Алфа Ромео   | 1:51.023               | N/A                    | N/A                    | 174              |
| 19   | 9   | Никита Мазепин   | Хас          | 1:53.764               | N/A                    | N/A                    | 15               |
| 20   | 33  | Макс Верстапен   | Ред бул      | N/A                    | N/A                    | N/A                    | 205              |

#### Напомена
- ^1  – Валтери Ботас је добио казну од 15 места због промене елемената у погонској јединици.[22]
- ^2  – Николас Латифи је морао да започне трку из предзадњег стартног ред због промене елемената у погонској јединици.[23]
- ^3  – Шарл Леклер је морао да започне трку из предзадњег стартног ред због промене елемената у погонској јединици.[24]
- ^4  – Антонио Ђовинаци добио је петостепену казну због непланиране промене мењача. Казна је поништена казнама других возача. Као резултат тога, остварио је нето добит од једног места са своје квалификационе позиције.[25]
- ^5  – Макс Верстапен је добио казну од три места због изазивања судара у претходној трци.[14] Касније се од њега тражило да започне трку са последњег страног ред због промене погонске јединице.[26] Верстапен је занемарио постављање квалификационог времена због својих казни.[27]

## Трка
Трка је почела у 15:00 МСТ, 26. септембра 2021. Kарлос Саинз преузео је предност од Ланда Нориса у другој кривини, док је Луис Хамилтон пао на шесто место. Шарл Леклер се попео на 12. место након што је кренуо са 19. позиције. У 13. кругу Норис је претекао Саинза како би поново преузео вођство у трци. У последњим круговима киша је почела да пада, што је довело до тога да су многи возачи прешли за средње гуме, укључујући Хамилтона, Верстапена и Саинза, у 49. кругу. У 51. кругу Норис је излетео у петом завоју, пустивши Луиса Хамилтона да преузме вођство и победити у трци. Норис је коначно ушао у бокс на крају 51. круга са средње гуме, међутим, Норис је проклизао на улазу у бокс и два пута прешао белу линију. Норис је трку завршио на седмом месту. Верштапен је трку завршио на другом месту са 20. места на старту, а Саинз на трећем, заузевши своје пето постоље у Формули 1. Хамилтонова победа у трци учинила га је првим возачем у историји Формуле 1 који је однео 100 победа.

### После трке
Хамилтон је похвалио свој тим Мерцедес након што је осигурао своју стоту победу. Шеф Мерцедес-овог тима Тото Волф описао је Хамилтоново постигнуће од 100 победа као "невероватну". Светски шампион Формуле 1 1998. и 1999. Мика Хакинен сматрао је да је стрпљење кључни фактор Хамилтонове победи у трци. Валтери Ботас сматрао је да би му постоље било могуће да је прешао један круг раније на гуме за променљиве услове. Алонсо је такође веровао да му је подијум био могућ по заслузи пре временске промене. ТимМакларена је рекао да ће покренути ревизију процедура које су допринеле томе да Норис није раније ставио гуме за променљиве услове када је киша почела да пада. Директор Макларен тима Андреас Заидл рекао је да се тим такође неће задржати на томе шта је могло или је требало бити. Норис је рекао да "није задовољан" својим резултатом и навео да би можда узео гуме за променљиве услове да му је тим дао јасније информације о времену. Генерални директор Формуле 1 Рос Брон похвалио је Нориса за његов учинак током викенда, иако је сматрао да се његово неискуство показало у тешким условима током трке, док је такође похвалио ветеране Формуле 1 попут Кими Раиконена, Алонса и Хамилтона за њихов одговор на исту ситуацију. Скот Мичел се није сложио са Броновом изјавом да Норис није успео да победи због неискуства. Бивши возач Реноа, који је постао аналитичар и радијски коментатор Џолијан Палмер, рекао је да екипа треба да осећа одговорност што нису пре послали Нориса по гуме за мокро време. Седам пута победник трке за Велику награду Хуан Пабло Монтоја рекао је да Норисов наступ значи да ће сада знати да може обавити посао и упоредио је оно што је Норис доживео у Сочију са његовим наступом на Великој награди Бразила 2001, где је био искључен из те трке док је водио Јос Верстапен. Ред Бул је описао Верстапеново друго место где је кренуо са последњег места на старту "као победу".

### Тркачка класификација
| Поз.                                                      | Бр. | Возач             | Конструктор  | Кругова | Време/Разлика    | Место | Поени |
| --------------------------------------------------------- | --- | ----------------- | ------------ | ------- | ---------------- | ----- | ----- |
| 1                                                         | 44  | Луис Хамилтон     | Мерцедес     | 53      | 1:30:41.001      | 4     | 25    |
| 2                                                         | 33  | Макс Верстапен    | Ред бул      | 53      | +53.271          | 20    | 18    |
| 3                                                         | 55  | Карлос Саинз      | Ферари       | 53      | +1:02.475        | 2     | 15    |
| 4                                                         | 3   | Данијел Рикијардо | Макларен     | 53      | +1:05.607        | 5     | 12    |
| 5                                                         | 77  | Валтери Ботас     | Мерцедес     | 53      | +1:07.533        | 16    | 10    |
| 6                                                         | 14  | Фернандо Алонсо   | Алпин        | 53      | +1:21.321        | 6     | 8     |
| 7                                                         | 4   | Ландо Норис       | Макларен     | 53      | +1:27.224        | 1     | 71    |
| 8                                                         | 7   | Кими Рејкенен     | Алфа Ромео   | 53      | +1:28.955        | 13    | 4     |
| 9                                                         | 11  | Серхио Перес      | Ред бул      | 53      | +1:30.076        | 8     | 2     |
| 10                                                        | 63  | Џорџ Расел        | Вилијамс     | 53      | +1:40.551        | 3     | 1     |
| 11                                                        | 18  | Ланс Строл        | Астон Мартин | 53      | +1:56.1982       | 7     |       |
| 12                                                        | 5   | Себастијан Фетел  | Астон Мартин | 52      | +1 круг          | 10    |       |
| 13                                                        | 10  | Пјер Гасли        | Алфа Таури   | 52      | +1 круг          | 11    |       |
| 14                                                        | 31  | Естебан Окон      | Алпин        | 52      | +1 круг          | 9     |       |
| 15                                                        | 16  | Шарл Леклер       | Ферари       | 52      | +1 круг          | 19    |       |
| 16                                                        | 99  | Антонио Ђовинаци  | Алфа Ромео   | 52      | +1 круг          | 17    |       |
| 17                                                        | 22  | Јуки Цунода       | Алфа Таури   | 52      | +1 круг          | 12    |       |
| 18                                                        | 9   | Никита Мазепин    | Хас          | 51      | +2 круг          | 15    |       |
| 193                                                       | 6   | Николас Латифи    | Вилијамс     | 47      | Штета од незгоде | 18    |       |
| Оду                                                       | 47  | Мик Шумахер       | Хас          | 32      | Цурења уља       | 14    |       |
| Најбржи круг: Ландо Норис (Макларен) – 1:37.423 (круг 39) |     |                   |              |         |                  |       |       |
| Извор:                                                    |     |                   |              |         |                  |       |       |

#### Напомена
- ^1  – Укључује један бод за најбржи круг.
- ^2  – Ланс Строл је добио десет секунди казне након трке због изазивања судара са Пјер Гаслијем. На његову коначну позицију није утицала казна.[43]
- ^3  – Николас Латифи је класификован јер је завршио више од 90% тркачке удаљености.[43]

## Поредак шампионата после трке
|           | Поз. | Возач          | Поени |
| --------- | ---- | -------------- | ----- |
| 1         | 1    | Луис Хамилтон  | 246.5 |
| 1         | 2    | Макс Верстапен | 244.5 |
| Unchanged | 3    | Валтери Ботас  | 151   |
| Unchanged | 4    | Ландо Норис    | 139   |
| Unchanged | 5    | Серхио Перез   | 120   |

|           | Поз. | Конструктор | Поени |
| --------- | ---- | ----------- | ----- |
| Unchanged | 1    | Мерцедес    | 397.5 |
| Unchanged | 2    | Ред бул     | 364.5 |
| Unchanged | 3    | Макларен    | 234   |
| Unchanged | 4    | Ферари      | 216.5 |
| Unchanged | 5    | Алпин       | 103   |

- Напомена: Укључено је само првих пет позиција за оба поретка.